# Sonja Tajsich
Sonja Tajsich (* 3. Dezember 1975 in München als Sonja Heubach) ist eine deutsche Sportwissenschaftlerin und Triathletin, die heute für Österreich startet. Sie ist dreifache Ironman-Siegerin (2006 und 2010) und Vize-Europameisterin (2012). Sie wird in der Bestenliste deutscher Triathletinnen auf der Ironman-Distanz geführt.

## Werdegang
Zum Ausdauersport fand Sonja Heubach, als sie sich im September 1996 von einer Freundin ihrer Schwester zur Teilnahme am 10-km-Lauf in Germering, wo sie damals lebte, überreden ließ. Den Volkslauf absolvierte sie in 59 Minuten und lernte dabei Mitglieder des örtlichen Triathlonvereins kennen, die sie zum Triathlon motivierten, obwohl Heubach nach eigener Aussage zunächst gar nicht schwimmen konnte.
Bei ihrem ersten Triathlon 1997 stand sie dann gleich als Dritte ihrer Altersklasse auf dem Podest.
2002 startete Sonja Heubach bei der Challenge Roth erstmals über die Langdistanz (3,8 km Schwimmen, 180 km Radfahren und 42,2 km Laufen). Nach einem sechsten Platz beim Ironman Switzerland 2003 folgten 2004 zwei Podestplatzierungen beim Ironman Lanzarote und beim Ironman Switzerland. Nach einem aus ihrer Sicht enttäuschenden Rennen beim Ironman Hawaii 2004 konzentrierte sich Heubach zunächst auf den Abschluss ihres Studiums und zog nach Pantai Klebang in Malakka, wo sie 2006 nach ihrer Hochzeit unter ihrem neuen Namen Sonja Tajsich überraschend den Ironman Malaysia gewann. Obwohl das Training neben ihrem Beruf als Journalistin deutlich in den Hintergrund trat, folgten 2007 noch Top-Platzierungen bei den Ironman in Langkawi und Zürich.
2008 wurde im April ihre erste Tochter geboren und sie legte eine Babypause ein.

### Triathlon-Profi seit 2009
Tajsich startete seit 2009 als Profi-Triathletin und gewann 2010 den Ironman South Africa.
Bei der Erstaustragung des Ironman Regensburg wurde sie im August 2010 als Lokalmatadorin ihrer Favoritenrolle gerecht und erreichte ihren dritten Sieg auf der Langdistanz.
Seit Januar 2011 startet Sonja Tajsich für das Team Erdinger Alkoholfrei und im Juli belegte sie beim Ironman Germany in Frankfurt am Main den dritten Rang.

### Vize-Europameisterin Triathlon Langdistanz 2012
2012 wurde Tajsich Vize-Europameisterin beim Challenge Roth und sie erzielte hier die zweitschnellste Zeit einer deutschen Athletin auf der Ironman-Distanz.
Im Oktober 2012 wurde sie auf Hawaii bei der Ironman World Championship Vierte. Ihre Laufzeit von 2:59:27 Stunden für die abschließende Disziplin war dabei nicht nur die schnellste Marathonzeit aller Frauen an diesem Tag, sondern auch die zehnt-schnellste bis dahin jemals von einer Frau beim Ironman Hawaii gelaufene Zeit.

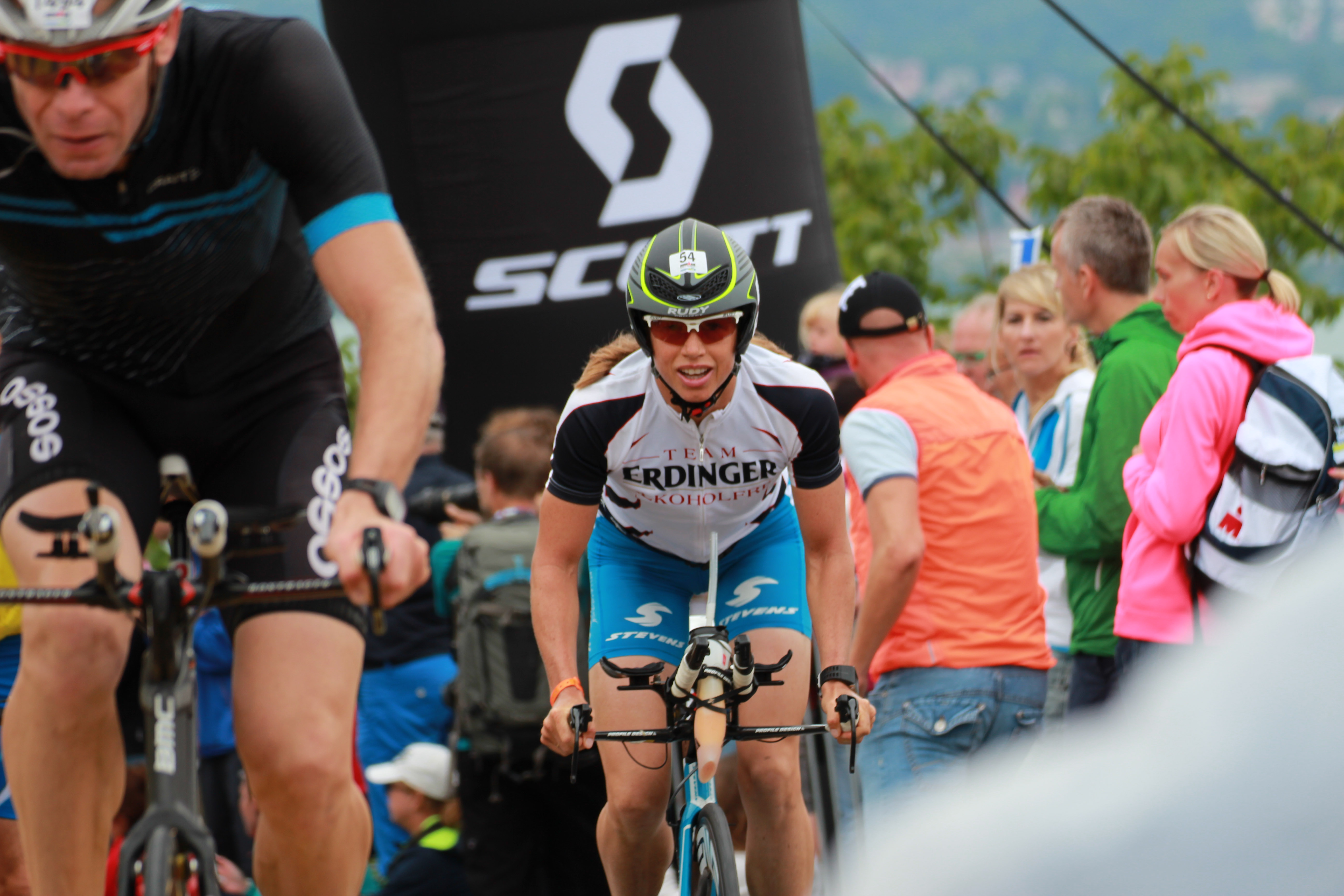
Sonja Tajsich beim Ironman Switzerland, 2014

Eine Verletzung im Lauftraining im Februar 2013 führte zu Dysbalancen und Rennabbrüchen beim Challenge Roth und Ironman Hawaii.
Im Mai 2014 belegte sie beim Ironman Lanzarote den zehnten Rang und beim Ironman Switzerland wurde sie im Juli Dritte, brach dann aber infektbedingt die Saison ab. Ab Oktober 2014 wurde sie von Wolfram Bott trainiert.
Im April 2015 konnte sie sich bei einem Formtest in Amberg gegen die Spezialisten durchsetzen und wurde Bayerische Meisterin im Halbmarathon. Im Juli 2015 wurde sie in Frankfurt am Main Vierte bei der Ironman European Championship. Vier Wochen später wurde sie Dritte beim Ironman Copenhagen und konnte sich so über das Kona Pro Ranking System für den Ironman Hawaii qualifizieren.
Die Diagnose bei einem MRT zwei Tage nach dem Rennen ergab allerdings, dass sie während des Rennens eine Ermüdungsfraktur erlitten hatte und den Startplatz in Kailua-Kona zurückgeben musste.
Im März 2017 konnte sie nach ihrer zweiten Babypause auf der Kanareninsel Lanzarote über die Mitteldistanz gewinnen und im Mai wurde sie Zweite beim Ironman Brasil. Im Oktober startete die 41-Jährige als älteste Profiathletin zum siebten Mal beim Ironman Hawaii und belegte den 21. Rang.
Im Oktober 2018 wurde die damals 42-Jährige Zweite beim Graz-Marathon. Sonja Tajsich lebt mit ihrem Mann und ihren beiden 2008 und 2016 geborenen Töchtern in Österreich und seit 2019 startet sie für Österreich. Im September 2019 konnte sie über die Mitteldistanz (1,9 km Schwimmen, 90 km Radfahren und 21,1 km Laufen) den Ironman 70.3 Slovenia Istria gewinnen und mit ihrer Siegerzeit von 4:51:01 h einen neuen Streckenrekord einstellen. Im Juni 2023 nahm Sonja Tajsich am Swissman Xtreme Triathlon teil und kam als Zehnte ins Ziel, unter den Athletinnen als Zweite.

### Ausbildung und Beruf
Im Anschluss an eine kaufmännische Ausbildung studierte Sonja Tajsich von 1998 an Sportwissenschaft mit Fachrichtung Medien und Kommunikation an der TU München und 2005 schloss sie ihr Studium mit dem Diplom ab. Anschließend zog sie mit ihrem späteren Mann Thomas (Tom) Tajsich nach Malaysia, wo er für ein Jahr ein Projekt betreute.
Ab August 2006 war Tajsich in Vollzeit als Redakteurin für die von einem Regensburger Verlag neu auf den Markt gebrachte Frauenzeitschrift „Active Women“ tätig.

Nach der Geburt ihrer ersten Tochter 2008 trat Tajsich bis 2015 als Triathlon-Profi an. Seit Mai 2012 betrieb sie mit ihrem Mann zusammen über ihre gemeinsame Firma „Purendure Event GmbH“ ein Sportfachgeschäft in Regensburg. Sie bietet Coaching, Trainingslager sowie Laufseminare an. Zudem organisierte sie mit ihrem Mann Tom 2016 und 2017 die Challenge Regensburg. Im Dezember 2017 musste die Purendure Events GmbH & Co. KG Insolvenz anmelden und eine Austragung für 2018 absagen.

## Sportliche Erfolge
| Datum/Jahr    | Rang | Wettbewerb                                           | Austragungsort   | Zeit     | Bemerkung |
| ------------- | ---- | ---------------------------------------------------- | ---------------- | -------- | --- |
| Juli 2023     | 3    | Trumer Triathlon                                     | Obertrum am See  | 02:30:49 | Olympische Distanz, hinter der Österreicherin Therese Feuersinger                                                                                              |
| 22. Sep. 2019 | 1    | Ironman 70.3 Slovenia Istria                         | Koper            | 04:51:01 | |
| 15. März 2017 | 1    | Tri:122 Lanzarote                                    | Lanzarote        | 04:30:39 | gelungenes Comeback auf der Mitteldistanz (2 km Schwimmen, 85 km Radfahren und 20 km Laufen)                                                                   |
| 9. Aug. 2015  | 3    | Ironman 70.3 Dublin                                  | Dublin           |          | |
| 7. Juni 2015  | 2    | Ironman 70.3 Switzerland                             | Rapperswil-Jona  | 04:26:49 | |
| 17. Mai 2015  | 6    | Ironman 70.3 Austria                                 | St. Pölten       | 04:32:36 | |
| 1. Juni 2014  | 1    | Triathlon Ingolstadt                                 | Ingolstadt       | 02:08:13 | Siegerin auf der olympischen Distanz – neben Faris Al-Sultan bei den Männern                                                                                   |
| 16. Juni 2013 | 1    | Triathlon Ingolstadt                                 | Ingolstadt       | 03:40:41 | Siegerin auf der Mitteldistanz |
| 26. Mai 2013  | 4    | Ironman 70.3 Austria                                 | St. Pölten       | 03:56:27 | Das Rennen wurde witterungsbedingt ohne die Schwimmdistanz ausgetragen.                                                                                        |
| 10. Nov. 2012 | 3    | Ironman 70.3 Lanzarote                               | Lanzarote        | 04:44:03 | |
| 26. Aug. 2012 | 2    | Ironman 70.3 Zell am See-Kaprun                      | Zell am See      | 04:14:07 | Zweite bei der Erstaustragung |
| 21. Aug. 2012 | 1    | Viernheimer V-Card Triathlon                         | Viernheim        | 02:17:50 | [ 19 ] |
| 10. Juni 2012 | 5    | ETU Middle Distance Triathlon European Championships | Kraichgau        | 04:25:10 | Europameisterschaft auf der Halbdistanz mit Sieg im Rahmen der Challenge Kraichgau                                                                             |
| 20. Mai 2012  | 4    | Ironman 70.3 Austria                                 | St. Pölten       | 04:25:08 | |
| 22. Aug. 2011 | 1    | Viernheimer V-Card Triathlon                         | Viernheim        | 02:32:27 | [ 20 ] |
| 19. Juni 2011 | 2    | Stadttriathlon Erding                                | Erding           |          | bei der 18. Austragung |
| 5. Juni 2011  | 3    | Ironman 70.3 Switzerland                             | Rapperswil-Jona  | 04:24:48 | |
| 22. Mai 2011  | 6    | Ironman 70.3 Austria                                 | St. Pölten       | 04:34:13 | |
| 17. Apr. 2011 | 8    | Ironman 70.3 New Orleans                             | New Orleans      | 03:50:00 | Witterungsbedingt musste das Rennen wegen starker Sturmböen auf verkürztem Kurs – ohne die Schwimmdistanz – ausgetragen werden.                                |
| 10. Apr. 2011 | 10   | Ironman 70.3 Texas                                   | Galveston Island | 04:20:13 | |
| 23. Jan. 2011 | 5    | Ironman 70.3 South Africa                            | Buffalo City     | 04:51:26 | Mit einer Laufzeit von 1:26:17 Stunden konnte Sonja Tajsich bei ihrem ersten Start auf der Mitteldistanz die schnellste Laufzeit des Tages für sich verbuchen. |
| 13. Juni 2010 | 1    | Citytriathlon Heilbronn                              | Heilbronn        | 03:30:39 | Sieg vor Mignon Vatlach und Heidi Jesberger (2 km Schwimmen, 70 km Radfahren und 15 km Laufen)                                                                 |
| 2009          | 1    | Erlangener Mitteltriathlon                           | Erlangen         | 03:55:36 | Sieg mit neuem Streckenrekord |
| 22. Juli 2000 | 4    | Allgäu Triathlon                                     | Immenstadt       | 05:20:47 | Deutsche Meisterschaft Mitteldistanz |

| Datum/Jahr    | Rang | Wettbewerb                        | Austragungsort    | Zeit     | Bemerkung |
| ------------- | ---- | --------------------------------- | ----------------- | -------- | --- |
| 18. Aug. 2018 | 5    | Ironman Sweden                    | Kalmar            | 09:13:10 | |
| 26. Nov. 2017 | 3    | Ironman Mexico                    | Cozumel           | 09:00:53 | |
| 14. Okt. 2017 | 21   | Ironman Hawaii                    | Hawaii            | 09:43:26 | siebter Start auf Hawaii                                                                                                  |
| 9. Juli 2017  | 6    | Ironman Germany                   | Frankfurt am Main | 09:07:48 | Ironman European Championships                                                                                            |
| 28. Mai 2017  | 2    | Ironman Brasil                    | Florianópolis     | 08:57:36 | |
| 23. Aug. 2015 | 3    | Ironman Copenhagen                | Kopenhagen        | 09:08:43 | |
| 5. Juli 2015  | 4    | Ironman Germany                   | Frankfurt am Main | 09:19:29 | |
| 29. März 2015 | 10   | Ironman South Africa              | Port Elizabeth    | 10:01:37 | |
| 27. Juli 2014 | 3    | Ironman Switzerland               | Zürich            | 09:29:15 | |
| 17. Mai 2014  | 10   | Ironman Lanzarote                 | Puerto del Carmen | 10:35:55 | |
| 12. Okt. 2013 | DNF  | Ironman Hawaii                    | Hawaii            | –        | |
| 14. Juli 2013 | DNF  | Challenge Roth                    | Roth              | –        | |
| 25. Nov. 2012 | 3    | Ironman Mexico                    | Cozumel           | 09:21:30 | |
| 13. Okt. 2012 | 4    | Ironman Hawaii                    | Hawaii            | 09:22:45 | bei der Ironman-Weltmeisterschaft mit dem besten Marathon des Tages (2:59:27 Stunden)                                     |
| 8. Juli 2012  | 2    | Challenge Roth                    | Roth              | 08:49:47 | Zweite bei der ETU-Europameisterschaft auf der Langdistanz – mit persönlicher Bestzeit auf der Langdistanz                |
| 27. Nov. 2011 | 2    | Ironman Mexico                    | Cozumel           | 09:23:15 | neuer Streckenrekord auf der Marathon-Distanz: 3:02:54 h                                                                  |
| 8. Okt. 2011  | 7    | Ironman Hawaii                    | Hawaii            | 09:15:17 | mit der fünftschnellsten Laufzeit für die Marathon-Distanz (3:04:47 Stunden) als beste Deutsche bei der Weltmeisterschaft |
| 24. Juli 2011 | 3    | Ironman Germany                   | Frankfurt         | 09:14:14 | |
| 12. März 2011 | DNF  | Abu Dhabi International Triathlon | Abu Dhabi         | –        | erster Rennabbruch für Sonja Tajsich – nach einem Sturz beim Start auf der Raddistanz                                     |
| 9. Okt. 2010  | 14   | Ironman Hawaii                    | Hawaii            | 09:35:25 | bei der Weltmeisterschaft auf der Ironman-Distanz                                                                         |
| 1. Aug. 2010  | 1    | Ironman Regensburg                | Regensburg        | 09:09:46 | Siegerin bei der Erstaustragung in Regensburg                                                                             |

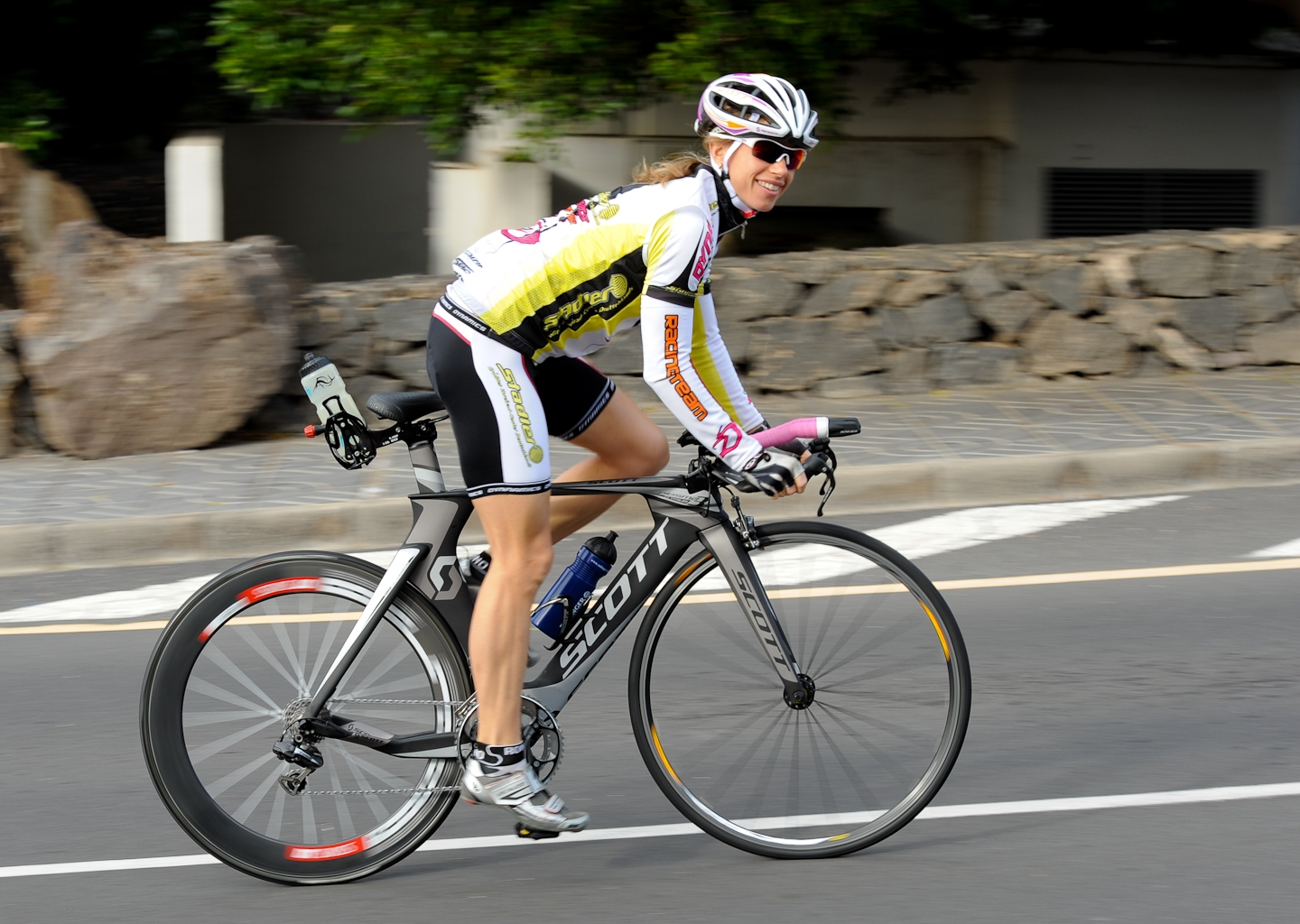
Sonja Tajsich beim Rad-Training auf Lanzarote (Januar 2011)

| 25. Apr. 2010 | 1    | Ironman South Africa              | Port Elizabeth    | 09:16:55 | zweiter Ironman-Sieg vor der Schweizerin Caroline Steffen                                                                 |
| 10. Okt. 2009 | 15   | Ironman Hawaii                    | Hawaii            | 09:50:13 | [ 24 ] |
| 5. Juli 2009  | 2    | Ironman Austria                   | Klagenfurt        | 08:59:45 | zweiter Rang hinter Bella Bayliss – mit einer Zeit unter neun Stunden                                                     |
| 5. Apr. 2009  | 2    | Ironman South Africa              | Port Elizabeth    | 09:27:59 | hinter der Tschechin Lucie Zelenková                                                                                      |
| 24. Juni 2007 | 5    | Ironman Switzerland               | Zürich            | 09:42:45 | |
| 28. Feb. 2007 | 6    | Ironman Malaysia                  | Langkawi          | 10:11:32 | |
| 26. Feb. 2006 | 1    | Ironman Malaysia                  | Langkawi          | 10:08:13 | erster Sieg auf der Langdistanz (3,86 km Schwimmen, 180,2 km Radfahren und 42,195 km Laufen)                              |
| 27. Nov. 2005 | 6    | Ironman Western Australia         | Busselton         | 10:10:14 | |
| 16. Okt. 2004 | 21   | Ironman Hawaii                    | Hawaii            | 10:41:44 | |
| 25. Juli 2004 | 3    | Ironman Switzerland               | Zürich            | 09:36:51 | |
| 22. Mai 2004  | 3    | Ironman Lanzarote                 | Puerto del Carmen | 10:17:38 | |
| 27. Juli 2003 | 6    | Ironman Switzerland               | Zürich            | 10:12:35 | |
| 7. Juli 2002  | 8    | Challenge Roth                    | Roth              | 10:37:24 | |

| Datum/Jahr | Rang | Wettbewerb        | Austragungsort | Zeit | Bemerkung |
| ---------- | ---- | ----------------- | -------------- | ---- | --------- |
| 2006       | 6    | Powerman Zofingen | Zofingen       |      |           |

| Datum/Jahr    | Rang | Wettbewerb    | Austragungsort | Zeit     | Bemerkung |
| ------------- | ---- | ------------- | -------------- | -------- | --------- |
| 14. Okt. 2018 | 2    | Graz-Marathon | Graz           | 03:00:09 |           |

| Datum/Jahr    | Rang | Wettbewerb                                         | Austragungsort | Zeit     | Bemerkung            |
| ------------- | ---- | -------------------------------------------------- | -------------- | -------- | -------------------- |
| 29. Juli 2023 | 12   | ÖTRV Österreichische Staatsmeisterschaft Aquathlon | Ferlach        | 00:36:23 | hinter Carina Reicht |

(DNF – Did Not Finish)